# Julio Villarreal
Julio César Villarreal – piłkarz urugwajski, pomocnik.
Jako piłkarz klubu Liverpool Montevideo wziął udział w turnieju Copa América 1949, gdzie Urugwaj zajął szóste miejsce. Villarreal zagrał we wszystkich siedmiu meczach - z Ekwadorem, Boliwią, Paragwajem, Kolumbią, Brazylią, Peru i Chile.
W reprezentacji Urugwaju Villarreal grał tylko w 1949 roku podczas turnieju Copa América - rozegrał w niej łącznie 7 meczów i nie zdobył żadnej bramki.